# ورم هجين

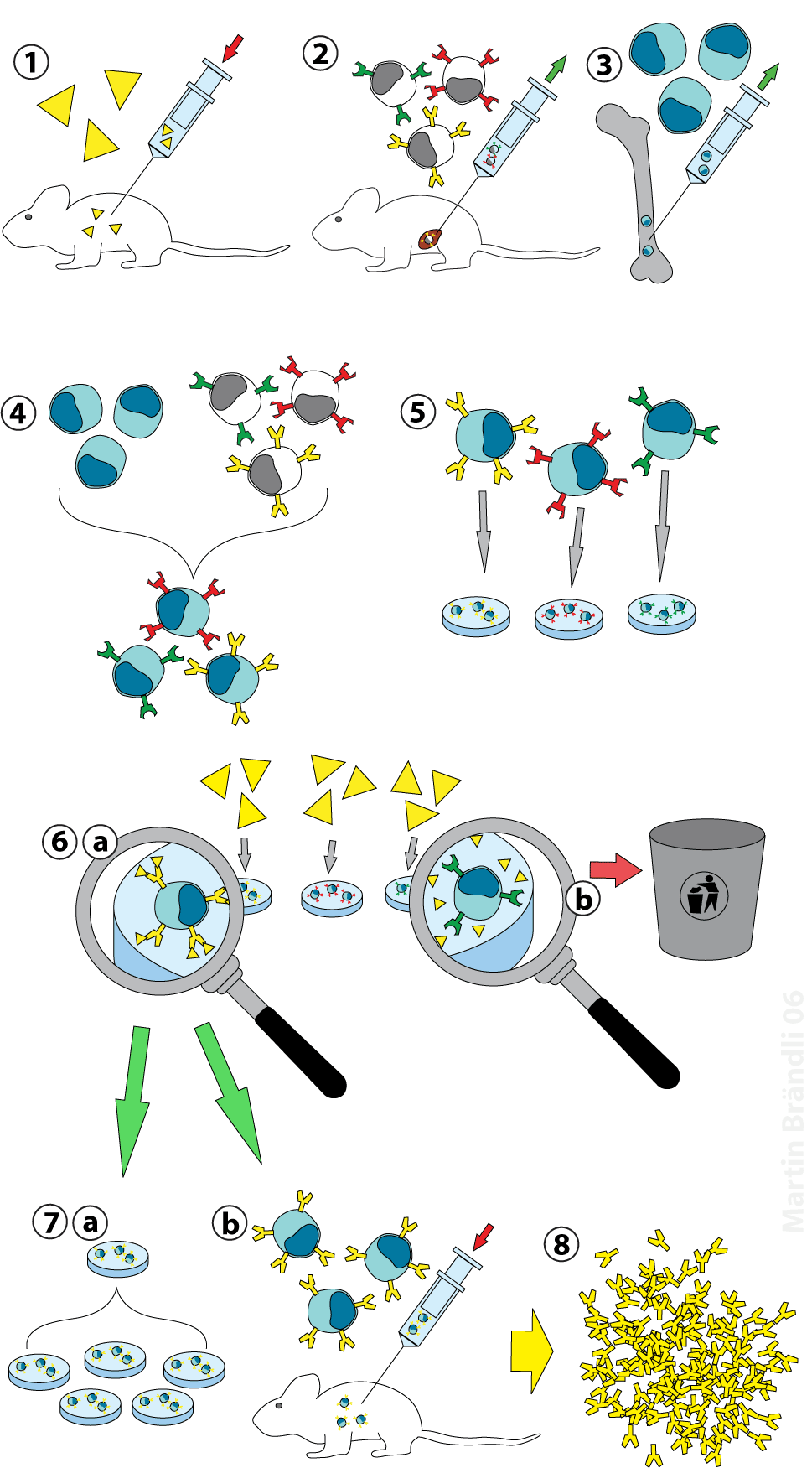

خلايا الورم الهجين (بالإنجليزية: Hybridoma)‏ هي خلايا تم هندستها لإنتاج نوع معين من الأضداد بكميات كبيرة.
من أجل الحصول على ضد محدد لحاتمة (epitope) من المستضد، يجب عزل الخلايا اللمفاوية lymphocytes التي تنتج الضد، ويتم تخليدها بدمجها مع خلية سرطانية. تدعى الخلايا المدمجة هيبريدوما hybridoma، والتي سوف تظل خالدة وتنمو وتنتج الأضداد في بيئة زرع الخلايا. يتم عزل هيبريدوما مفردة عن طريق الاستنساخ المخفف dilution cloning لتكوين سلالة تنتج ضدا واحدا ؛ وعندها يتم إطلاق اسم الضد وحيد النسيلة (monoclonal antibody)على هذه الأضداد.